# Tiszavalki-főcsatorna
A Tiszavalki-főcsatorna a Borsodi-Mezőségben ered, Gelejtől keletre Mezőnagymihály közelében. A Csincse övcsatornából indul ki (ott ahol a Kácsi-patak torkollik bele), mintegy 95 méteres tengerszint feletti magasságban. A csatorna innentől kezdve déli-délnyugati irányban folytatja útját, majd Tiszavalkhoz érve a falu déli részén mintegy hurkot alkotva, a településtől nyugatra éri el a Kiskörei-víztározót. A főcsatorna a Tisza jobb oldali mellékfolyója.

## Lefolyása
A főcsatorna útja során több kisebb vízfolyás vizeit is összegyűjti. Nagyecsérnél a Nagyecséri-csatorna csatlakozik hozzá, majd a településtől déli irányban a Salamonta-ér (hossza 6,5 km) torkollik belé a Bacsóháztanyánál. Továbbhaladva délnyugat felé beleömlik az Orosz-ér (hossza 11,5 km) és még több kisebb vízfolyás. A főcsatorna Tiszavalknál éri el a Tisza-tó öblözetét.

## Környezetvédelem
A csatorna a Borsodi Mezőség Tájvédelmi Körzeten halad keresztül útja során és annak végén pedig a Tisza-tavi madárrezervátumot éri el, amely a Hortobágyi Nemzeti Park részét képezi.

## Gazdaság

### Halgazdálkodás
A Tiszavalki-főcsatorna halgazdálkodási szempontból az Ezüstkárász Horgászegyesülethez tartozik. A csatorna vizében elsősorban csuka, ponty, harcsa és süllő horgászható.

### Turizmus
A főcsatorna torkolati vidékén jellemző a horgász-, illetve a kerékpáros turizmus, valamint az ökoturizmus a védett területeken. A turizmus elsősorban a nyári hónapokra jellemző a térségben. Évente több tízezer turista keresi föl a Tisza-tó páratlan élővilágának otthont adó madárrezervátumot és környékét.

## Part menti települések
- Gelej
- Mezőnagymihály
- Nagyecsér
- Tiszavalk